# Прискорювач заряджених частинок

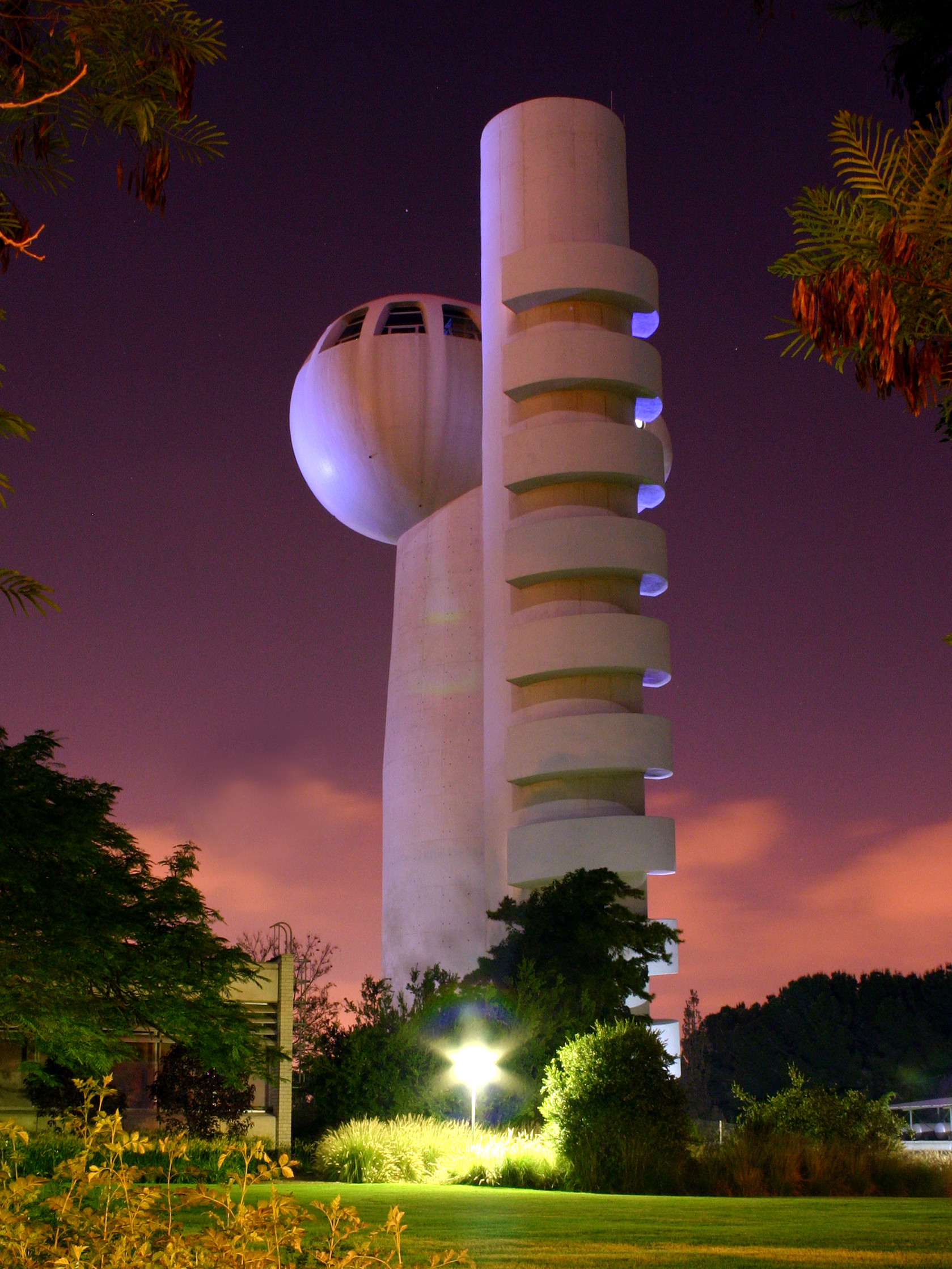
Прискорювач заряджених частинок в Інституті Вейцмана.

Прискорювач заряджених частинок — пристрій для отримання заряджених частинок (електронів, протонів, іонів) великих енергій. Пришвидшення досягається за допомогою електричного поля, здатного змінювати енергію частинок, котрі мають електричний заряд. Водночас, магнітне поле може лише змінити напрям руху заряджених частинок, не змінюючи величини їхньої швидкості, тому в прискорювачах воно застосовується для керування рухом частинок.
Сучасні прискорювачі сягають величезних розмірів. Шлях який проходять частинки, що розганяються, може перевищувати десятків кілометрів.

## Історія розвитку прискорювачів заряджених частинок

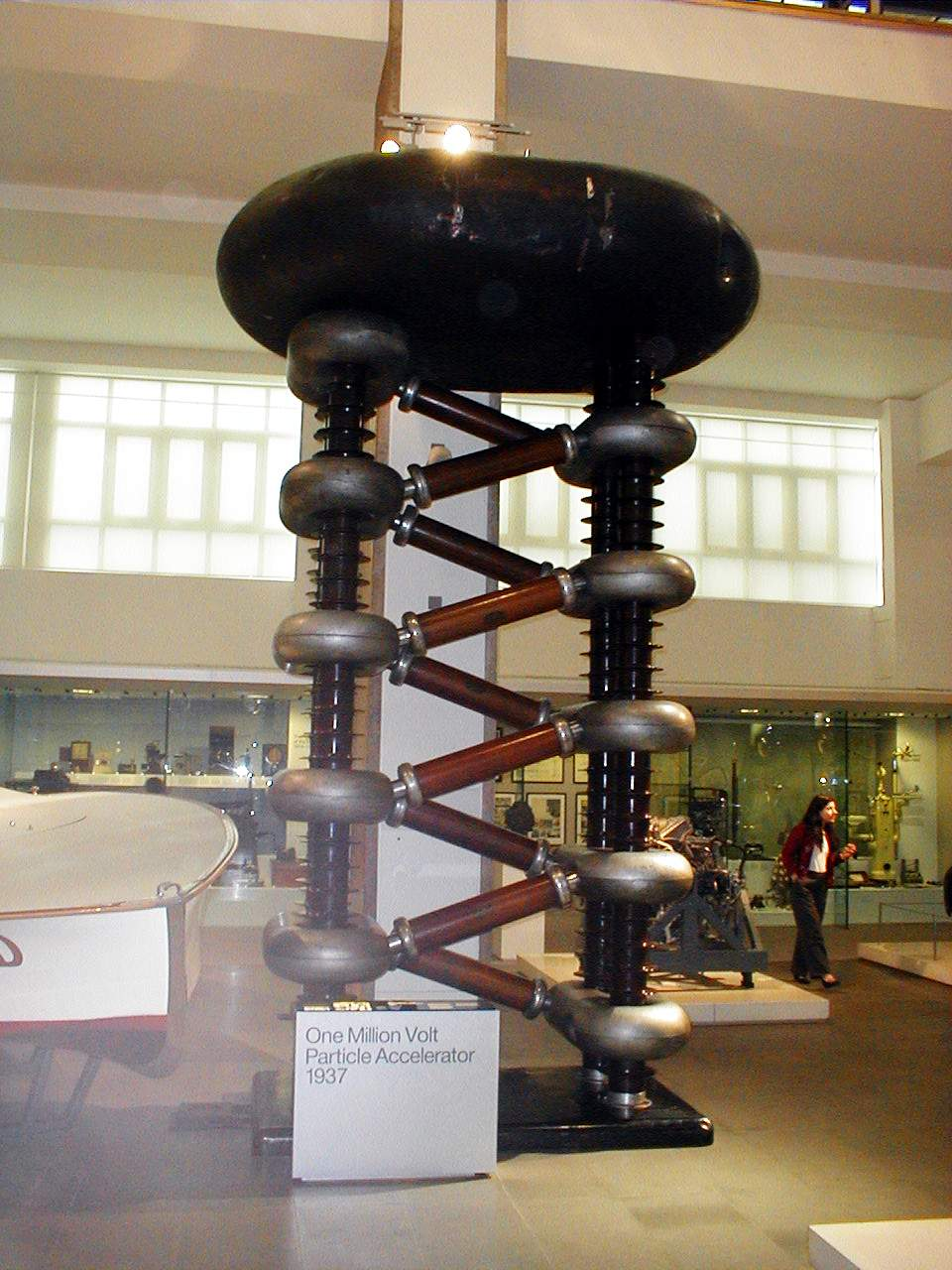
Прискорювач заряджених частинок на 1 млн вольт, збудований в 1937 році. Національний музей науки (Лондон).

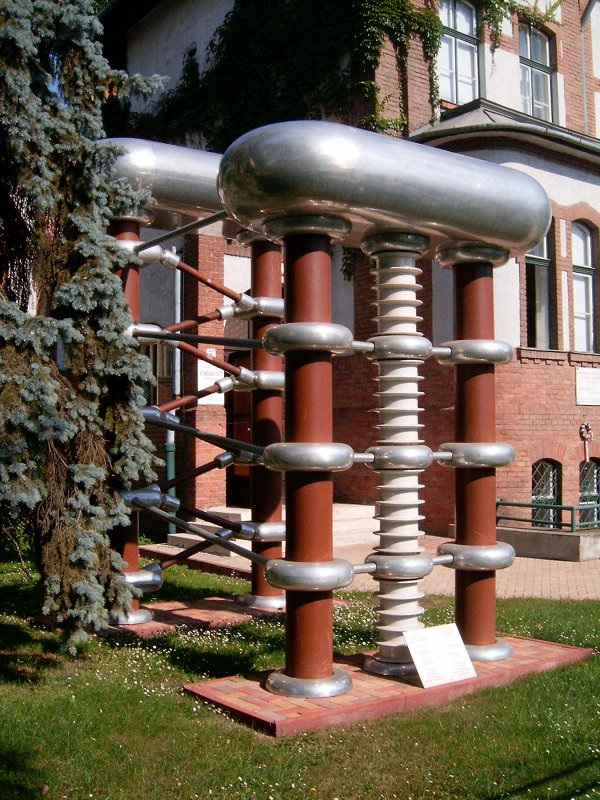
Каскадний прискорювач в Дебрецені, Угорщина.

Розвиток прискорювачів заряджених частинок почався з досліджень будови ядра, що вимагали потоків заряджених частинок високої енергії. Спочатку використовувались природні джерела заряджених частинок — радіоактивні елементи — були обмежені як за інтенсивністю, так і за енергією випромінюваних частинок. З моменту здійснення першого штучного перетворення ядер (1919 рік, Ернест Резерфорд) за допомогою потоку α-частинок від радіоактивного джерела почалися пошуки способів отримання пучків прискорених частинок.
У початковий період, 1919-1932 роки, розвиток прискорювачів йшов шляхом отримання високої напруги і її використання для безпосереднього прискорення заряджених частинок. У 1931 році американський фізик Роберт Джемісон Ван-де-Грааф спорудив електростатичний генератор, а в 1932 році англійські фізики Дж. Кокрофт і Е. Волтон в лабораторії Резерфорда розробили каскадний генератор. Ці установки дозволили отримати потоки прискорених частинок з енергією близько мільйона електрон-вольт (МеВ). У 1932 році вперше була здійснена ядерна реакція, викликана штучно прискореними частинками, – розщеплення ядра літію протонами.
Період 1931-1944 років – час зародження і розквіту резонансного методу прискорення, при якому прискорювані частинки багато разів проходять проміжок прискорення, набираючи велику енергію навіть при помірній напрузі прискорення. Засновані на цьому методі циклічні прискорювачі — циклотрони — незабаром обігнали в своєму розвитку електростатичні прискорювачі. До кінця цього періоду на циклотронах була досягнута енергія протонів близько 10-20 МеВ. У 1940 році американський фізик Дональд Вільям Керст (англ. Donald William Kerst) реалізував циклічний індукційний прискорювач електронів (бетатрон), ідея якого раніше вже висувалася (американський фізик Дж. Слепян, 1922; швейцарський фізик Рольф Відерое (нім. Rolf Wideröe), 1928 р.).
Розробка прискорювачів сучасного типу почалася з 1944 року, коли радянський фізик Володимир Йосипович Векслер і незалежно від нього, дещо пізніше, американський фізик Едвін Маттісон Макміллан відкрили механізм автофазування, що діє в резонансних прискорювачах і дає змогу істотно підвищити енергію прискорених частинок. На основі цього принципу були запропоновані нові типи резонансних прискорювачів — синхротрон, фазотрон, синхрофазотрон, мікротрон. В цей же час розвиток радіотехніки зробив можливим створення ефективних резонансних лінійних прискорювачів електронів і важких заряджених частинок.
На початку 50-х років був запропонований принцип знакозмінного фокусування частинок (американський учений Н. Крістофілос, 1950; Е. Курант, М. Лівінгстон, Х. Снайдер, 1952). Він істотно підвищив технічну межу досяжних енергій в циклічних і лінійних прискорювачах заряджених частинок. В 1956 році Володимир Йосипович Векслер опублікував роботу, в якій була висунута ідея когерентного, або колективного, методу прискорення частинок.
Наступні два десятиліття можна назвати роками реалізації цих ідей і технічного удосконалення прискорювачів заряджених частинок. Для прискорення електронів перспективнішими виявилися лінійні резонансні прискорювачі. Найбільший з них, на 22 ГеВ, був запущений у 1966 американським фізиком В. Панофським (США, Стенфорд). Для протонів найбільші енергії досягнуті в синхрофазотронах. У 1957 в СРСР (Дубна) був запущений найбільший для того часу синхрофазотрон – на енергію 10 ГеВ. Через декілька років в Швейцарії і США почали функціонувати синхрофазотрони з сильним фокусуванням на 25-30 ГеВ, а в 1967 в СРСР під Серпуховом – синхрофазотрон на 76 ГеВ, який протягом багатьох років був найбільшим у світі. У 1972 в США був створений синхрофазотрон на 200-400 ГеВ. У СРСР і США розробляються проекти прискорювачів на 1 000-5 000 ГеВ. В середині 1990-х років найкрупнішим протонним синхротроном був «Теватрон» Національної прискорювальної лабораторії ім.Фермі (англ. Fermi National Accelerator Laboratory) в місті Батавія (англ. Batavia), штат Іллінойс, США. Як підказує сама назва, «Теватрон» прискорював згустки протонів до енергії близько 1 ТеВ в кільці діаметром 2 км.

## Принцип дії
Найпростіший прискорювач складається з джерела заряджених частинок, які рухаються в полі, створеному двома електродами. Енергія, якої набувають частинки в проміжку між електродами, визначається різницею потенціалів електродів. Таким чином, для того, щоб надати частинкам якомога більшої енергії, необхідно створити велику постійну різницю потенціалів між електродами. Це складне завдання, оскільки потенціали електродів обмежені їхньою ємністю та виникненням різноманітних газових розрядів (коронного, іскрового тощо). Найбільші значення різниці потенціалів, які можна досягнути в такому простому прискорювачі не перевищують кількох мегавольт (генератор Ван де Граафа).
Головними характеристиками прискорювача є енергія частинок і інтенсивність, тобто кількість частинок, що вилітають за одну секунду. Інтенсивність часто характеризують повним електричним струмом, який утворюється пучком. Для одержання струму слід помножити число частинок, що вилітають за одну секунду, на заряд окремої частинки.

## Конструкція прискорювачів
За принципом конструкції та траєкторією руху частинок всі прискорювачі заряджених частинок можна розподілити на дві категорії: лінійні прискорювачі та циклічні прискорювачі. Різниця полягає у тому, що в циклічних прискорювачах частинка, рухаючись по колу завдяки сильному магнітному полю, може проходити ті самі ділянки прискорення кілька разів, в той час як у лінійних прискорювачах, в яких області прискорення розташовані одна за іншою, цей процес відбувається лише один раз. Так можна провести аналогію між замкнутим циклом та прямою лінією.

### Лінійні прискорювачі
В лінійному прискорювачі використовують змінну напругу, яка генерується потужним радіочастотним генератором. Заряджені частинки прискорюються на одному з півперіодів змінного поля, а впродовж іншого рухаються в металічних циліндрах, що екранують поле. Довжина циліндрів підбирається таким чином, щоб час прольоту частинки збігався із півперіодом змінного поля. Чим більша швидкість зарядженої частинки, тим довшими повинні бути циліндри. Коли швидкість зарядженої частинки наближається до швидкості світла, довжина циліндрів повинна дорівнювати cT/2, де c — швидкість світла, а Т — період змінної напруги. В інших конструкціях замість змінної напруги використовується електромагнітна хвиля, що рухається вздовж циліндра разом із частинками.
Недоліком лінійних прискорювачів є значна довжина. Стенфордський прискорювач має довжину 3,5 км при енергії 20 ГеВ.

### Циклічні прискорювачі
Циклічні прискорювачі дозволяють зменшити довжину, змушуючи заряджені частинки багаторазово пробігати один і той же шлях, щоразу прискорюючись. Для цього використовується сильне магнітне поле, в якому траєкторії частинок закручуються.

### Сучасні типи конструкцій прискорювачів
- Циклотрон — циклічний прискорювач нерелятивістських важких заряджених частинок (протонів, іонів), в якому частинки рухаються в постійному і однорідному магнітному полі, а для їх прискорення використовується високочастотне електричне поле незмінної частоти.
- Ізохронний циклотрон — прискорювач заряджених частинок розроблений на основі принципу жорсткого фокусування.
- Фазотрон (синхроциклотрон) — прискорювач заряджених частинок у якому використовується спосіб зміни частоти електричного поля.
- Мікротрон — прискорювач зі змінною кратністю.
- Синхротрон — кільцевий циклічний прискорювач заряджених частинок, в якому частинки рухаються по орбіті незмінного радіусу за рахунок того, що темп наростання їх енергії в прискорюючих проміжках синхронізований із швидкістю наростання магнітного поля на орбіті. Він дозволяє прискорювати як легкі заряджені частинки (електрони, позитрони), так і важкі (протони, антипротони, іони) до найбільших енергій. В наш час[коли?] всі циклічні прискорювачі на максимальні енергії – це прискорювачі синхротронного типу.
- Бетатрон — індукційний прискорювач.
- Синхрофазотрон — прискорювач заряджених частинок, що поєднує в собі функціональні риси синхротрона та фазотрона.
- Колайдер — прискорювач на зустрічних пучках, створений в експериментальних цілях для вивчення процесів зіткнення частинок з високими енергіями.

### Прискорювачі за типом частинок
За типом частинок, що прискорюються, прискорювачі поділяються на:
- прискорювачі легких частинок (електронів, позитронів);
- прискорювачі проміжних частинок (мезонів);
- прискорювачі важких частинок (протонів);
- прискорювачі іонів;
- прискорювачі античастинок (антипротонів).

## Сучасний стан технології
Сучасний розвиток прискорювачів йде як по шляху збільшення енергії прискорених частинок, так і по шляху нарощування інтенсивності (сили струму) і тривалості імпульсу прискореного пучка, поліпшення якості пучка (зменшення розкиду по енергії, поперечним координатам і швидкостям).
Паралельно з розробкою нових методів прискорення удосконалюються традиційні методи: досліджуються можливості застосування надпровідних матеріалів (і відповідної ним техніки низьких температур) в її системах прискорення, що дозволяють різко скоротити розміри систем і енергетичні витрати; розширюється область застосування методів автоматичного керування в прискорювачах; прискорювачі доповнюються нагромаджувальними кільцями, що дозволяє досліджувати елементарні взаємодії в зустрічних пучках. При цьому особлива увага приділяється зменшенню вартості установок.
Наразі найпотужнішою установкою на землі є Великий адронний колайдер, однак вчені вже працюють над розробкою ще більш потужнішого прискорювача — Майбутнього кільцевого колайдера.

## Застосування прискорювачів заряджених частинок
- Медицина: радіодіагностика, лікування онкологічних захворювань за допомогою опромінення (зокрема циклотрони медичного призначення), стерилізація медичних інструментів;
- Біологія;
- Промисловість:
  - Стерилізація продуктів харчування;
  - Радіаційна обробка матеріалів;
  - Радіаційна дефектоскопія;
  - Радіаційне зшивання полімерів;
  - Штучна полімеризація лаків;
  - Виготовлення напівпровідникових приладів;
  - Виготовлення елементів мікроелектроніки;
  - Модифікація властивостей матеріалів (напр. гуми);
  - Електронно-променеве зварювання;
  - Імплантація іонів;
- Наукові дослідження: елементарні частинки, ядерна фізика, фізика твердого тіла, отримання нуклідів, що не зустрічаються в природі;
- Прикладні дослідження.

## Проєкти гіпотетичних прискорювачів
- Планкатрон (англ. Planckatron)
- Елоізатрон (англ. Eloisatron - Eurasiatic Long Intersecting Storage Accelerator)
- Фермітрон (англ. Fermitron) — прискорювач, що був спроектований Енріко Фермі у своєму записнику у вигляді скетча у 1940-х роках. Пропонувалося створити прискорювач на сталій орбіті навколо Землі.
- Зеватрон (англ. Zevatron)